# Schizoporella dunkeri
Schizoporella dunkeri är en mossdjursart som först beskrevs av Reuss 1848.  Schizoporella dunkeri ingår i släktet Schizoporella och familjen Schizoporellidae. Inga underarter finns listade i Catalogue of Life.